# Universitat de Lagos
La Universitat de Lagos (en anglès: University of Lagos o Unilag) és una universitat federal situada a Lagos, a l'oest de Nigèria.
Tenia 57.600 estudiants el 2013, aproximadament, sent de les majors poblacions estudiantil universitària del país.

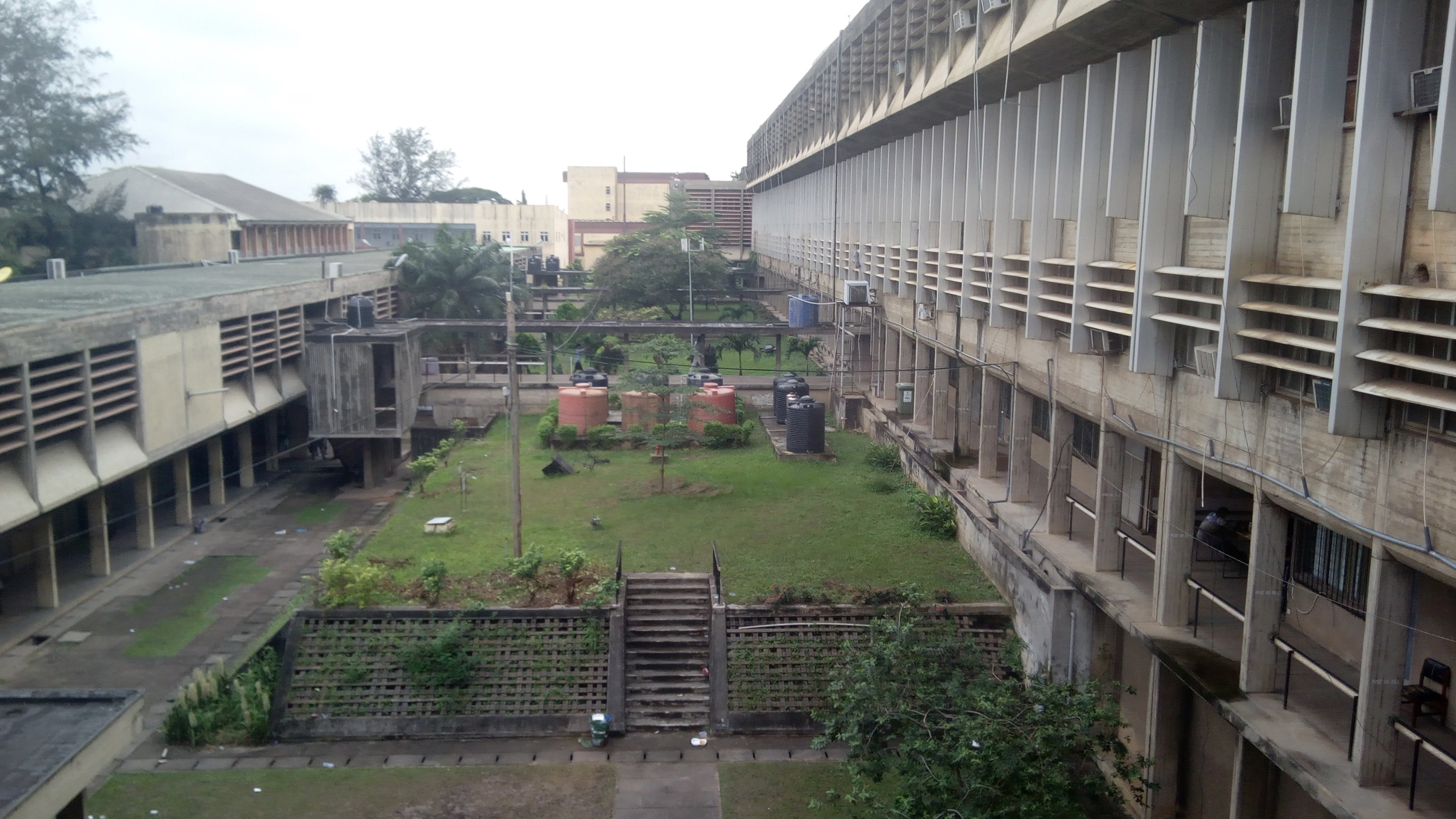
Facultat de Ciències

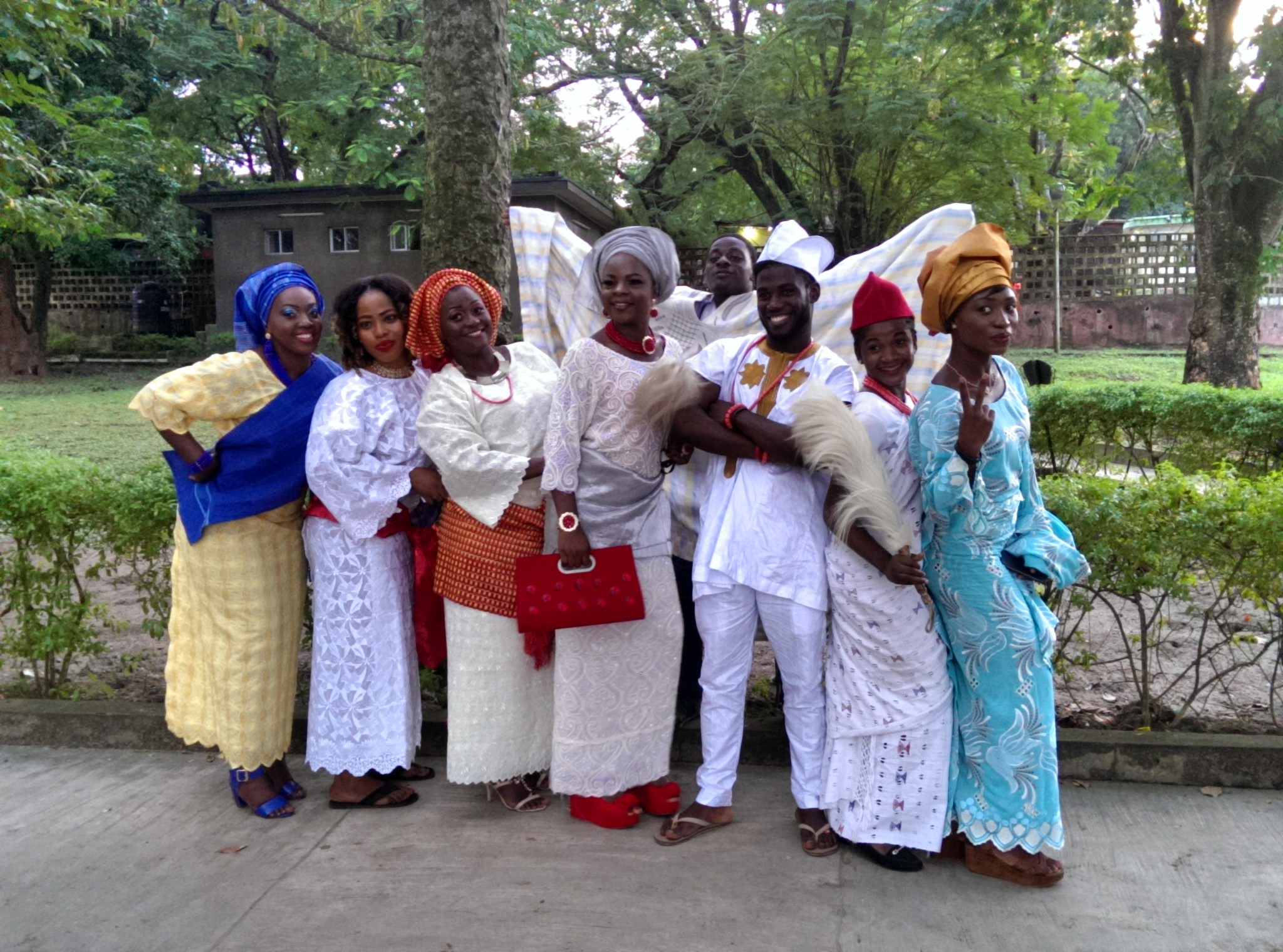
Jornada multicultural pels estudiants en zoologia.

## Àrees d'educació
Les àrees d'educació i recerca de la Universitat de Lagos es resumeixen a la següent taula:
| Facultat                               | Departaments, programes, centres, instituts |
| -------------------------------------- | --- |
| Arts                                   | - Idiomes europeus (francès i rus) - Idioma anglès - Literatura en llengua anglesa - Lingüística, africanisme i estudis asiàtics - Filosofia - Departament d'història i estudis estratègics - Arts creatives: arts visuals - Arts creatives: arts teatrals - Arts creatives: música |
| Ciències socials                       | - Departament d'economia - Departament de comunicació de masses i periodisme - Departament de ciència política - Departament de treball social - Departament de psicologia - Departament de sociologia - Departament de geografia i planificació - Psicologia managerial - Criminologia - Relacions internacionals i estudis estratègics - Administració pública i Relacions Internacionals - Planificació de transport |
| Administració de negocis               | - Departament de Ciències d'administració i gestió - Relacions industrials i gestió de personal - Ciència actuarial - Assegurances - Gestió de riscos - Comptabilitat - Administració - Finances - Màrqueting - Investigació operativa - Comportament organitzacional - Producció/Administració de la producció - Desenvolupament de finances |
| Dret                                   | - Jurisprudència i Dret internacional - Dret mercantil i laboral - Dret públic - Dret privat i dret real - Estudis legals - Gestió de conflictes - Resolució de disputes |
| Ciències                               | - Departament matemàtica i estadística - Departament física - Departament química - Departament ciències de la computació - Departament geologia - Departament geofísica - Departament oceanografia - Departament zoologia - Departament pesca - Departament biologia cel·lular i genètica - Departament botànica - Departament microbiologia - Química ambiental - Química analítica - Ciències ambientals - Oceanografia física i gestió del litoral - Contaminació marina i gestió - Biologia marina - Tecnologia pesquera - Biologia pesquera i enginyeria pesquera - Aqüicultura - Biologia cel·lular i molecular - Toxicologia ambiental i gestió de la pol·lució - Recursos aquàtics i gestió de la pol·lució - Entomologia aplicada i control de plagues - Gestió ambiental - Gestió de recursos naturals - Conservació de recursos naturals |
| Ciències ambientals                    | - Arquitectura - Disseny ambiental - Disseny urbà - Arquitectura del paisatge - Construcció - Gestió de la construcció - Tecnologia de la construcció - Gestió de la propietat - Plantejament urbanístic - Gestió d'edificis i servicis |
| Enginyeria/Tecnologia                  | - Enginyeria civil i enginyeria ambiental - Enginyeria química/Tecnologia - Enginyeria en computació - Enginyeria elèctrica i electrònica - Metal·lúrgia i ciència de materials - Enginyeria mecànica - Enginyeria del petroli i gas - Agrimensura i geoinformàtica - Enginyeria de sistemes |
| Escola de ciències clíniques           | - Medicina - Cirurgia - Pediatria - Fisioteràpia - Anestesiologia - Infermeria - Obstetrícia i ginecologia - Psiquiatria - Oftalmologia - Patologia clínica - Hematologia i transfusions de sangre - Radiologia - Radiobiologia i radioteràpia |
| Escola de ciències bàsiques mèdiques   | - Anatomia i patologia molecular - Anatomia patològica - Fisiologia - Farmacologia - Bioquímica - Microbiologia i parasitologia - Enginyeria biomèdica - Tècnic de laboratori de diagnòstic clínic |
| Escola de ciències dentals             | - Salud pública dental - Cirugia oral i maxil·lofacial - Odontologia preventiva - Restauració dental - Patologia oral |
| Farmàcia                               | - Farmàcia clínica - Biofarmàcia - Farmacognòsia - Farmacologia i enginyeria farmacèutica - Química farmacèutica - Microbiologia farmacèutica |
| Educació                               | - Guia de carrera i orientació professional - Educació de persones adultes - Maneig d'educació d'adults - Alfabetizació d'adults i educació informal - Educació matemàtica - Educació de física - Educació de biologia - Educació química - Educació integrada de ciència - Educació d'estudis socials - Educació geogràfica - Educació històrica - Cinètica humana i educació de salud - Fisiologia de l'exercici - Gestió esportiva - Educació d'Economia Domèstica - Educació de la tecnologia - Educació de negocis - Educació de l'anglès - Educació de Literatura anglesa - Educació del francès - Educació Yoruba - Educació d'igbo - Estudis religiosos cristians - Estudis d'educació islàmica - Educació religiosa - Educació musical - Teoria del currículum - Administració educacional i planificació - Psicologia educacional - Mesurament i avaluació - Filosofia de l'educació - Sociologia de l'educació - Desenvolupament comunitari i treball social - Formació i desenvolupament de la mà d'obra                                               |
| Instituts, centres, i espais acadèmics | - Estudis escolars d'Estudis de postgrau - Distance Learning Institute - Institute for Continuing Education - National Centre for Energy Efficiency and Conservation - Nigerian Institute of Advanced Legal Studies - Confucius Institute - Institute of Maritime Studies - Institute of Child Health and Primary care - Arthur Mbanefo Digital Research center - Center for Human Rights - Center for Housing Studies - Center for Cultural Studies - Center for Social Research and Public Policy - Center for African Regional Integration and Borderline Studies - Center for Entrepreneurship and Corporate Governance - Center for Information Technology and Systems (CITS) - Julius Pepper Clark Center for the Arts - Acadèmia Nigeriana de Lletres - Acadèmia Nigeriana de Ciència - Acadèmia Nigeriana d'Enginyeria - Human Resources Development center - African Institute of Business Simulation - Societat de Dones de la Universitat de Lagos - International School Lagos - Center for General Studies - Soroptimist International Braille center |